# Come tu mi vuoi (film 2007)
Come tu mi vuoi è un film del 2007 diretto da Volfango De Biasi, suo film d'esordio, interpretato da Nicolas Vaporidis e Cristiana Capotondi.

## Trama
Giada, studentessa di Scienze della Comunicazione a Roma, è la tipica ragazza "secchiona", impacciata ed anche molto trasandata e vestita fuori moda, che trascura sé stessa per dedicarsi unicamente allo studio. Di umili origini, per mantenersi lavora in un ristorante come cameriera e dà ripetizioni. Riccardo è invece il classico bamboccione "figlio di papà" dedito solo alla vita mondana, fatta di serate con gli amici e nottate in discoteca.
La sua condotta scellerata e la disastrosa carriera universitaria spingono il padre di Riccardo a minacciarlo di tagliargli i fondi in mancanza di buoni risultati. È così che le strade dei due ragazzi si intersecano. Gli amici di Riccardo, suoi simili in quanto ad abitudini, pettegolezzi e frivolezze, gli consigliano di sedurre la ragazza per ottenere le ripetizioni gratuitamente.
Riccardo in realtà, anche se non attratto fisicamente da Giada, è vagamente affascinato dalla personalità eccentrica della ragazza e decide di provarci. Il piano inizialmente funziona e Giada si lascia sedurre da Riccardo. Però, consapevole della grande differenza tra i loro stili di vita, decide di cambiare per attrarlo. In questo si fa aiutare da Fiamma, amica iper-snob di Riccardo, che decide di farle da mentore.
Grazie ai consigli di Fiamma, Giada diventa molto più carina e riesce a fare colpo sul ragazzo, piacevolmente impressionato da quella trasformazione. Questo non è però sufficiente a far funzionare il rapporto e, soprattutto, non impedisce a Riccardo di avere altre avventure. Giada, delusa da Riccardo, decide di chiudere definitivamente il loro rapporto ma Riccardo, scopertosi innamorato di Giada, decide di lasciarsi alle spalle le vecchie abitudini e di piantare i suoi amici snob e superficiali.
Durante un esame, Riccardo scopre che Giada è divenuta assistente del professore e constata che la ragazza è caduta nella mercificazione che un tempo criticava, seducendo il docente con il proprio corpo per ottenere i propri scopi.
Riccardo viene interrogato da Giada e, migliorato anche nello studio, va oltre il semplice esame, facendo aprire gli occhi a Giada e rivelandole i propri sentimenti.
Superato l'esame a pieni voti, Riccardo se ne va ma Giada comprende che il ragazzo ora studia davvero ed è cambiato, per cui essendo anche lei ancora innamorata, corre da lui. 
Lo trova sul tetto della sede, il luogo dove erano andati insieme per vedere il sole, dove si scambiano un bacio appassionato e ritornano insieme facendo l'amore a cielo aperto.

## Produzione
La produzione è realizzata da Ideacinema per Medusa Film.

## Colonna sonora

### Tracce
1. CCCP Fedeli alla linea – Sono come tu mi vuoi – 4:30
2. Jamelia – Beware of the Dog – 3:11
3. Phoenix – If I Ever Feel Better – 4:27
4. Le Vibrazioni – Vieni da me – 4:10
5. Holy Ghost! – Superman
6. Sophie Ellis-Bextor – Murder on the Dancefloor – 3:52
7. Keane – This Is the Last Time – 3:28
8. BodyRockers – I Like the Way – 3:20
9. Blonde Redhead – Hated Because of Great Qualities – 4:43
10. Marco Bellotti – Come tu mi vuoi
11. Turin Brakes – Fishing for a Dream – 4:29

## Distribuzione
Il film è uscito nelle sale italiane il 9 novembre 2007.
È stato visto al cinema da 1.159.377 spettatori.